# União Recreativa e Desportiva de Tires
A União Recreativa e Desportiva de Tires (URD Tires) é um clube português fundado a 8 de Dezembro de 1962 e localizado em Tires, São Domingos de Rana, concelho de Cascais, distrito de Lisboa.
Está registado na Associação de Futebol de Lisboa onde a equipa sénior de futebol onze disputa o Pró-Nacional com 16 equipas, o Campeonato Distrital do quarto escalão da região de Lisboa. Este campeonato faz parte dos campeonatos distritais de primeiro nível (quarto escalão) do futebol português.

## História
O clube foi fundado em 8 de dezembro de 1962.
Em 2014 foi submetida uma proposta ao orçamento participativo da câmara de Cascais para a construção de balneários do URD Tires. A proposta conseguiu 2308 votos ficando em sexto lugar nas mais votadas e conseguiu financiamento. A proposta consiste na construção de um edifício de apoio à prática desportiva com balneários, zona de árbitros, sala de tratamentos médicos e sala técnica.

## Estádio
A equipa disputa os seus jogos em casa no Estádio Dr. A. F. Santos Neves que tem capacidade para 600 adeptos.

## Equipamento e Patrocínio
A equipa de futebol utiliza equipamento de cor branca ou verde da marca MPH e tem o patrocínio de Poliobra. A partir de 2006 a URD Tires passou a equipar Locatoni.

## Títulos
| Regionais | Regionais              | Regionais | Regionais        |
|           | Competição             | Títulos   | Época            |
| --------- | ---------------------- | --------- | ---------------- |
|           | AF Lisboa (2ª Divisão) | 2         | 1987/88, 1992/93 |
|           | Taça AF Lisboa         | 1         | 2000/01          |

nota: atualizado em 9 de Janeiro de 2015.

## Provas Nacionais
| Época   | Divisão                   | Posição | Pontos | Jogos | Vitórias | Empates | Derrotas | Golos Marcados | Golos Sofridos | +/- | Taça            |
| 2016/17 | Div. Honra da AF Lisboa   | ??      | ??     | ??    | ?        | ?       | ??       | ??             | ???            | ?   | ??              |
| 2015/16 | Pró-Nacional da AF Lisboa | 16      | 19     | 30    | 4        | 7       | 19       | 22             | 59             | -37 | 5ª Eliminatória |
| 2014/15 | Pró-Nacional da AF Lisboa | 12      | 32     | 30    | 8        | 8       | 14       | 31             | 38             | -7  | 3ª Eliminatória |
| 2013/14 | Pró-Nacional da AF Lisboa | 5       | 45     | 30    | 13       | 6       | 11       | 38             | 34             | +4  | 3ª Eliminatória |

nota: atualizado em 12 de Maio de 2017.

## Ver Também
- Sistema de Ligas de Futebol de Portugal
- Associação de Futebol de Lisboa